# Celtis pacifica
Celtis pacifica är en hampväxtart som beskrevs av Jules Émile Planchon. Celtis pacifica ingår i släktet Celtis och familjen hampväxter. Inga underarter finns listade i Catalogue of Life.